# Michel Quoist
Michel Quoist (18. června 1921, Le Havre – 18. prosince 1997, Le Havre) byl francouzský teolog a spisovatel.
Pro předčasné úmrtí svého otce začal Michel pracovat ještě jako dítě. Knězem se stal roku 1947. Pak dále studoval na Katolickém institutu v Paříži kde získal doktorát v oblasti sociálních věd. Ve vědecké oblasti napsal sociologickou práci týkající se města Rouenu. Svou činnost profesní a spisovatelskou zaměřil na mladé lidi.

## Dílo
Z díla Michela Quoista lze uvést tyto knihy:
- Setkání (Prières; 1954),
- Mezi člověkem a Bohem (Réussir),
- Kristus uprostřed světa (Le Christ est vivant),
- Bůh mě čeká (Dieu m’attend),
- Povídej mi o lásce (Parle-moi d’amour).